# Dagmar Wöhrl

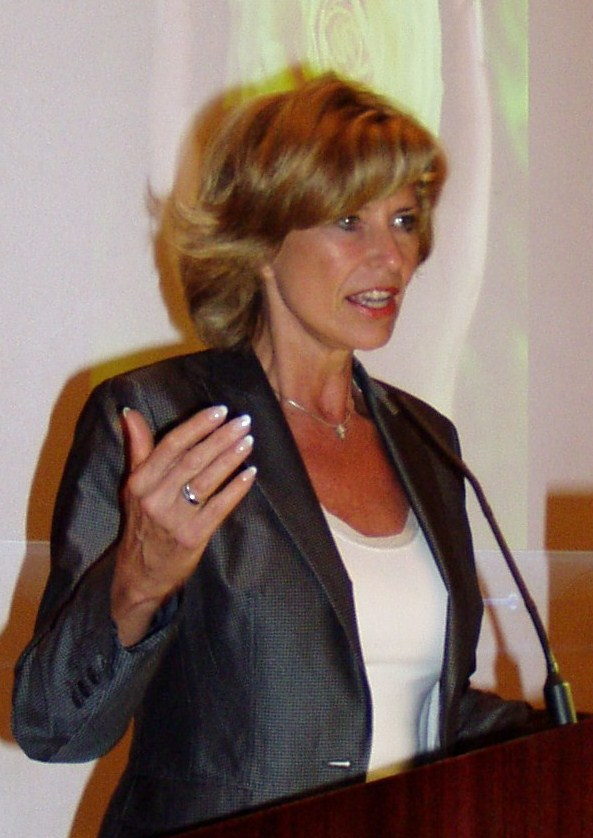
Dagmar Wöhrl

Dagmar Gabriele Wöhrl născ. Winkler (n. 5 mai 1954, Stein la Nürnberg) este o politiciană germană membră în partidul (CSU), fostă Miss Germania și secretară parlamentară la Ministerul pentru economie și tehnologie din Germania.
| Data           | Concursul          | Locul       | Clasament |
| 1973           | Miss Germany       | München     | Finală    |
| Iulie 1973     | Miss Universe      | Atena       | ?         |
| 1977           | Miss Germany       | Baden-Baden | Locul 1   |
| Iulie 1977     | Miss International | Tokio       | Locul 2   |
| Noiembrie 1977 | Miss World         | Londra      | Locul 3   |
| Martie 1978    | Miss Europe        | Helsinki    | Locul 2   |